# Edward T. Hall
Edward Twitchell Hall, Jr. fue un antropólogo e investigador intercultural estadounidense. Hall es recordado por haber desarrollado conceptos como el de la proxémica y haber explorado cohesiones culturales y sociales. Además, describió el comportamiento humano y sus reacciones en diferentes tipos de espacio, personal y culturalmente. Hall fue un colega importante e influyente de Marshall McLuhan y Buckminster Fuller.

## Biografía
Edward T. Hall nació el 16 de mayo de 1914 en Webster Groves. Durante su infancia vivió en el sudoeste americano, en el Estado de Nuevo México. Fue un respetado antropólogo estadounidense e investigador intercultural. Enseñó en la Universidad de Denver, Colorado, Bennington College en Vermont, Harvard Business School, Illinois Institute of Technology, Northwestern University en Illinois y otros. La investigación que llevó a cabo durante toda su vida sobre las percepciones culturales del espacio tuvo su raíz en la Segunda Guerra Mundial, donde participó como miembro del ejército de los Estados Unidos en Europa y las Filipinas.
De 1933 a 1937, Hall vivió y trabajó en Navajo y Hopi, en reservas de indios al noroeste de Arizona. Narra sus experiencias en su libro autobiográfico West of the Thirties. Recibió un doctorado de la Universidad de Columbia en 1942, y continuó su trabajo de campo a lo largo de Europa, el Medio Oriente y Asia. Desde 1950 hasta 1955 trabajó para el Departamento de Estado de Estados Unidos como capacitador del programa IRE, donde definió el nuevo ámbito de comunicación intercultural. Enseñó estrategias de comunicación a personal diplomático americano, desarrolló el concepto de culturas de "alto-contexto" y "bajo-contexto", y escribió muchos libros prácticos populares para lidiar con problemas interculturales.
Empezando con sus primeros trabajos y continuando a través de su vida, Hall vio a la comunicación como un sistema complejo que incluía mucho más que solo el lenguaje. A él le interesa más el lenguaje no verbal o corporal y los aspectos del contexto de la comunicación. Edward piensa que muchos de los fracasos en las Relaciones Internacionales se deben a la ignorancia de variables contextuales culturalmente vinculadas. Para Hall, dos de las más importantes dimensiones contextuales de la comunicación son el espacio y el tiempo, por esto la mayor parte de su trabajo explica la función del espacio y tiempo como factores fundamentales en la comunicación intercultural. Su aportación más importante en el campo de la proxémica concierne a las diferencias interculturales en la percepción y uso del espacio personal y organización. Su estudio del tiempo como una variable contextual de los sistemas de comunicación ha producido varios conceptos originales e importantes, incluyendo la concepción policrónica y monocrónica del tiempo.
Aunque los trabajos más importantes de Hall están dirigidos a un público generalmente educado, sus primeros escritos fueron criticados por colegas académicos, primordialmente por sus bases metodológicas. En 1995, cuando las contribuciones de Hall a las Relaciones Interculturales se volvieron más evidentes, fue defendido por varios antropólogos como uno de los pensadores más originales del siglo XX.
Murió en el año 2009, el día 20 de julio en su casa de Santa Fe.
- En su libro, The Hidden Dimension, describe las dimensiones subjetivas que rodean a alguien y las distancias físicas que uno trata de mantener con otras personas de acuerdo a reglas culturales muy sutiles.
- En The Silent Language (1959), Hall desarrolló el término de policronía, para describir la habilidad de atender múltiples eventos simultáneamente, en contraposición a los individuos y culturas "monicronos" que tienden a manejar eventos secuencial-mente.
- En Beyond Culture (1976), Hall desarrolla su modelo contextual para explicar cómo afecta el contexto, la administración del tiempo y el espacio en la comunicación intercultural, es decir, la comunicación entre culturas. El modelo contextual de Edward T. Hall pretende explicar cómo nuestra cultura actúa de filtro para seleccionar a qué debemos o no debemos prestar atención.

## Carrera académica y profesional
En 1936 obtuvo una licenciatura en antropología en la Universidad de Denver, Colorado. En 1938 consiguió un máster en antropología de la Universidad de Arizona. (Rogers. et al., 2002). Recibió un doctorado en antropología en 1942 de la Universidad de Columbia, uno de los centros de estudios antropológicos más importantes. (Como se cita en Rogers. et al., 2002).
Después de la Segunda Guerra, Hall volvió a la Universidad de Columbia por un estudio postdoctoral en cultura antropológica. Edward investigó la administración del gobierno de Estados Unidos después de la guerra durante la Operación Hailstone en la isla de Truk (como se cita en Rogers  et al., 2002). En 1951, Hall se unió al Instituto de Servicio Extranjero como profesor de antropología. (Rogers et al., 2002).

## Escuela de Hall
Las experiencias tempranas que vivió Hall mientras crecía en el culturalmente diverso estado de Nuevo México, y el comandar el régimen Afroamericano en la Segunda Guerra Mundial, influenciaron en su trabajo. Así mismo, en una de sus obras, Hall dice que gracias a su trabajo en Hopi y Navajo aprendió de primera mano los detalles y complejidades de uno de los problemas mundiales más significativos, la comunicación intercultural.  (Como se cita en Rogers et al., 2002).
Hall define la cultura como la suma de los patrones de comportamiento aprendidos, actitudes y objetos materiales. La cultura suele ser inconsciente, un sistema de control invisible que opera nuestros pensamientos. Los miembros de cierta sociedad internalizan los componentes de esa cultura y actúan conforme a los límites establecidos como “culturalmente aceptable”. (Como se cita en Nishimura. et al,. 2015).
Cerca de 200 artículos han sido publicados en diarios académicos desde 1990 relacionados con el contexto de Hall y su teoría sobre la cultura, los cuales han sido un significante aporte al marco teórico en los estudios multiculturales de las últimas cinco décadas.  (Warner-Søderholm, 2013).
De acuerdo con lo que estipuló Edward T. Hall, la comunicación intercultural es una forma de comunicación que comparte información a través de diferentes culturas y grupos sociales. Una estructura para aproximarse a la comunicación intercultural es “alto-contexto” y “bajo-contexto”, que se refieren al valor que las culturas otorgan a la comunicación directa e indirecta. El experto, Edward Hall desarrolló una forma de entender las culturas examinando sus marcos sociales e identificándolas como culturas de " bajo contexto" y "alto contexto".

### Culturas de Alto-Contexto
Una cultura de alto contexto se basa en la comunicación implícita y las claves o señales no verbales. Un mensaje no puede entenderse sin una gran cantidad de información de fondo. En su gran mayoría las culturas asiáticas, africanas, árabes, centroeuropeas y latinoamericanas se consideran de este tipo.
Existen nueve aspectos del marco social dentro de una cultura de “alto-contexto”. Una persona normalmente de este tipo de cultura posee lo siguiente:
Basarse en la comunicación implícita: Las personas pertenecientes a este tipo de cultura, les enseñan desde la infancia que deben ver el significado implícito. Se cree que lo que está entendido de manera implícita  prevalece sobre lo que se ha dicho o expresado. Se podrán reconocer discrepancias entre lo dicho y el significado pensado. 

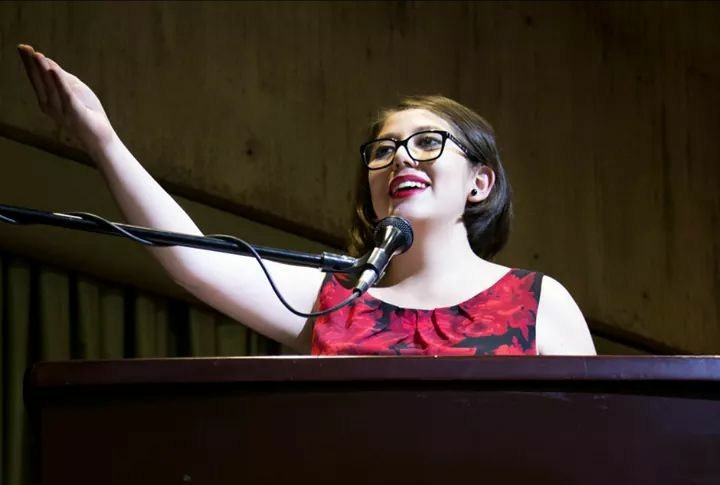
Uso de la comunicación no verbal en el discurso.

Énfasis en la comunicación no verbal: De igual forma, la comunicación no verbal o lenguaje verbal (lenguaje corporal, expresiones faciales, gestos, distancia conversacional (proxémica), contacto visual, etc.) poseen un significado en cada una de las culturas. Personas de una cultura de “alto-contexto” se basan de manera más fuerte en la comunicación no verbal que las personas de una cultura de “bajo-contexto”. La comunicación no verbal provee el “contexto” para una conversación y, por eso, se debe observar cuidadosamente para que tenga lugar una comunicación efectiva.
Subordinar las tareas a las relaciones: en culturas de “alto-contexto”, los niños son criados con reverencia a la familia y a la amistad. Una amistad es un compromiso profundo desarrollado a lo largo de varios años. La gente de negocios da más relevancia a las relaciones en sus transacciones en el trabajo. Generalmente creen que un familiar con menos experiencia profesional es de mayor confianza que un extraño con mucha más experiencia en un trabajo otorgado. Se otorgan contratos a personas con las cuales se han forjado relaciones, pero no a compañías que realicen mejores presentaciones o hagan mejores ofertas.
Énfasis en la iniciativa colectiva y toma de decisiones: se valora más lo colectivo ya que se considera la unidad social más importante. Las personas de negocios, por lo general, buscan el bien común o grupal. El grupo es el que tiene la  iniciativa para desarrollar y llevar a cabo los proyectos para la mejora de la empresa y de la sociedad.
Ver la relación empleador/empleado de manera humanista: el marco social ayuda a definir la relación entre el empleador y  el empleado, se tiende a ver esta relación de forma humanista  y no de manera mecánica. Las relaciones son muy importantes, se ve a los empleados como “familia”, como miembros de ella que trabajan por el bien grupal y permanecen leales a la compañía por varios años. El desempeño laboral puede variar, ya que no existe la amenaza de despido. Adicionalmente, el empleador será leal a los empleados y tomará decisiones basándose en el bienestar común. La confianza es un factor determinante en esta área.
Basarse en la intuición o confianza que en hechos y estadísticas: las personas de la cultura de “alto-contexto” se basan más en la confianza e intuición para guíar en la toma de decisiones. Esta confianza se establece al construir una relación con el potencial socio. La intuición o corazonada es una parte importante al momento de negociar en este tipo de culturas. Las decisiones no serán tomadas bajo documentos escritos o información dada; más bien se basarán en el sentido del contexto del mensaje.
Preferencia de un estilo indirecto al escribir y hablar: los negocios necesitan más tiempo y espacio para poder establecer o dar un rapport. Normalmente, las cartas no empezarán con el objetivo de la misma; este se encontrará a partir del segundo párrafo; mientras que, en una presentación de negocios, los presentadores se aproximarán al tema de manera indirecta, empezando con saludos a los presentes y agradecimiento. En este tipo de culturas se considera rudo comenzar con el objetivo del negocio o el decir las cosas de manera directa. 
Favorecimiento del razonamiento circular o indirecto: las personas discutirán los problemas desde una perspectiva holística, con temas que se toparán de manera aleatoria en lugar de guardar un orden lógico.
Adherencia al espíritu de la ley: las personas de negocios que crecen en este tipo de cultura, generalmente, no se basan en contratos escritos. Ellos asumen que es imposible anticipar cada una de las situaciones que pueden suceder, por ende, sienten que los acuerdos necesitan una revisión periódica debido a las nuevas circunstancias. Sus actitudes no son que las leyes fueron hechas para romperse, más bien que las leyes deberían tener sentido de acuerdo al entorno y a las situaciones. (Reynolds y Valentine, 15-18: 2011)

### Culturas de Bajo-Contexto
En contraste, este tipo de cultura también posee nueve aspectos característicos que poseen las personas pertenecientes a la misma.
Basarse en la comunicación explícita (literal): las personas prefieren que los mensajes sean explícitamente establecidos que solo simplemente “entendidos” por las partes que intervienen en la comunicación.
Énfasis en la comunicación verbal sobre la comunicación no verbal: Existe una frase de Susan Shoflied que ejemplifica esto, esa es “Di lo que piensas y piensa lo que dices”, esto normalmente se les repite a los niños de este tipo de cultura. Los padres les enseñan a sus hijos a decir lo que piensan. Las personas de negocios se basan más en las palabras para expresar exactamente qué es lo que quieren. Por lo general, en el área de trabajo se espera que las personas se expresen de manera clara y directa.
Separación de las tareas laborales y las relaciones: Usualmente las personas prefieren mantener separadas las relaciones de las tareas laborales. De hecho, las relaciones son vistas como una cosa aparte más que como un elemento integral. En cuanto una persona fundamental abandona la compañía, podrá ser reemplazada por otra. Lo más importante son las transacciones.
Énfasis en iniciativas individuales y toma de decisiones: las personas tienden a valorar más las iniciativas individuales, toma de decisiones y éxito.  Aun en trabajos grupales, los individuos intentan pensar en maneras de sobresalir y distinguirse entre los demás. En negocios, la distinción grupal es valorada y deseada, pero la individual es mucho mejor apreciada. Los individuos esperan definir y resolver el problema con poca supervisión.
Ver la relación empleador/empleado de forma mecánica: esto se origina a partir de que se considera que un negocio puede funcionar como “una máquina bien engrasada o lubricada” con piezas reemplazables. De hecho, los empleados se ven a sí mismo como mercancía comercial. Estos tomarán decisiones para cambiar de trabajo si eso mejora las circunstancias. En este caso, la confianza no es un factor importante, por lo cual la empresa puede tener políticas que prohíban el emplear a un familiar o la fraternización o casamientos entre empleados. 

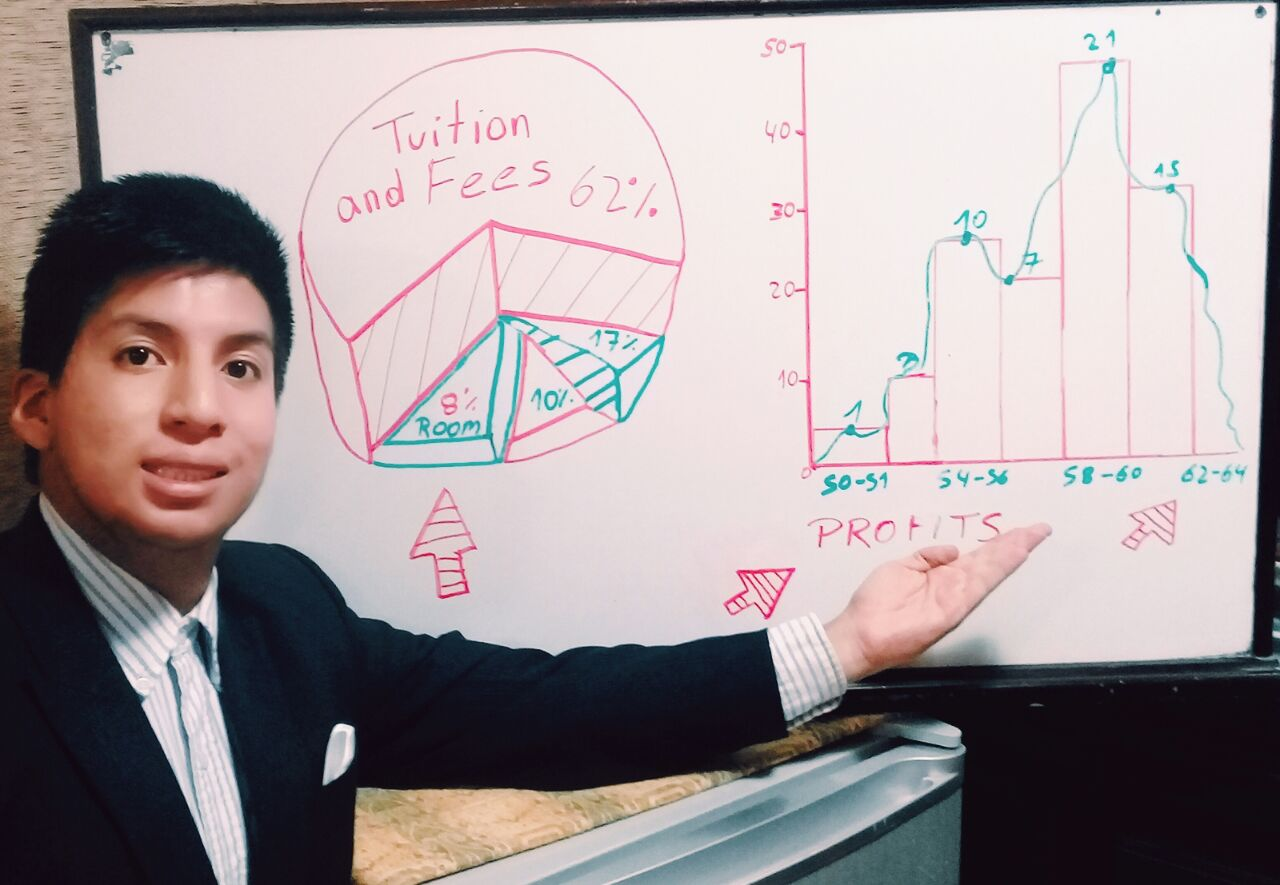
Las culturas de bajo-contexto se basan en estadísticas como evidencias de respaldo. Sus presentaciones se caracterizan por contener gráficos, bosquejos, histogramas y cotizaciones de expertos. Presentan siempre un alto nivel de análisis estadístico de diversas situaciones.

Basarse en hechos, estadísticas y otros detalles como evidencia de respaldo: las personas de este tipo de cultura suelen requerir hechos, estadísticas y otro tipo de información confiable en una presentación de negocios. Confían más en números que en la intuición. Sus presentaciones se caracterizan por contener gráficos, cotizaciones de expertos de un área específica. Por lo general, esperan el mismo nivel de análisis estadístico detallado de los demás.
Uso de un estilo directo al escribir y hablar: Se caracterizan las personas de negocios por ser directos en su forma de escribir y hablar. Ellos prefieren ir directo al punto, esto les ayuda a cumplir y seguir su horario y cumplimiento de tareas. Usualmente justifican con razones el motivo por el que enviar un correo, mandar un mensaje, llamar o hacer una cita personal. De igual forma, informes comerciales extensos contarán con un resumen.
Preferencia por un razonamiento lineal: las personas de negocios de este tipo de cultura prefieren un razonamiento en línea recta. Ellos aspiran  a que las personas con las que negocien tengan la misma lógica lineal; de hecho, a la gente se sorprende que exista otro tipo de razonamiento o lógica.
Adherencia a la letra de la ley: Raramente las personas de este tipo de cultura celebran un negocio con un apretón de manos. Así tengan un buen rapport con un socio de negocios, el trato no se considera por terminado hasta que los abogados hayan escrito un documento, en el cual se acuerde y sea firmado por ambas partes. (Reynolds y Valentine, 19-22: 2011).
El siguiente cuadro muestra una lista de comportamientos encontrados en estos dos tipos de culturas, las mismas que serán divididas en 5 categorías: cómo se asocian o relacionan las personas, la manera de comunicarse, cómo respetan el espacio, cómo manejan el tiempo y la forma de aprendizaje.
| ALTO CONTEXTO (HC) | BAJO CONTEXTO (LC) |
| ASOCIACIÓN - Las relaciones dependen de la confianza, su desarrollo es lento, pero estable. Se distinguen entre las personas que son parte del grupo y las que no. - El desarrollo de las actividades depende de las relaciones con las personas y la atención al proceso grupal. - La identidad individual está estrechamente relacionada con la grupal. - La estructura social y autoridad están centralizadas. El jefe trabaja por el bien común.             | ASOCIACIÓN - Las relaciones comienzan y finalizan de manera rápida. El límite grupal no está definido. - Las tareas siguen un procedimiento y se presta atención al objetivo. - La identidad individual está ligada a los logros. - La estructura social esta descentralizada.                                                                        |
| INTERACCIÓN - Alto uso de elementos no verbales (tono de voz, expresión fácil, lenguaje corporal, gestos, contacto visual) se consideran parte esencial en la comunicación. - Mensaje verbal implícito, el contexto es más importante que las palabras. - Mensaje verbal indirecto. - La comunicación se ve como una forma de arte, también como una manera de involucrar a la gente. - El desacuerdo es personalizado. Alta sensibilidad frente a un conflicto. | INTERACCIÓN - Escaso uso de elementos no verbales. El mensaje es expresado de manera netamente verbal. - El mensaje es explícito, las palabras son más importantes que su contexto. - La comunicación se ve como una forma de intercambiar información, ideas y opiniones. - El desacuerdo es despersonalizado. Los conflictos no afectan al trabajo. |
| TERRITORIALIDAD - El espacio es comunal, las personas comparten el mismo espacio físico sin complicaciones. | TERRITORIALIDAD - El espacio es compartido, pero es de propiedad privada, la privacidad es relevante, por lo cual las personas están más distanciadas. |
| TEMPORALIDAD - Todos tienen su propio tiempo. El tiempo se acopla a las necesidades por lo cual el cumplimiento de las tareas no se cumplen de acuerdo a un horario establecido. | TEMPORALIDAD - Las actividades programadas se cumplen según lo establecido en un horario, su desarrollo se lo realiza una vez acabada una tarea. - El tiempo no puede ser gastado o desperdiciado. |
| APRENDIZAJE - El conocimiento se relaciona con la situación, los sucesos están conectados, sintetizados y globales. - Uso de múltiples fuentes de información. El pensamiento es deductivo. - El aprendizaje se produce a partir de la observación de los demás. - El trabajo grupal es de preferencia ya que estimula el aprendizaje y la resolución de problemas.                                                                                              | APRENDIZAJE - La realidad está fragmentada y compartida. - Uso de una fuente de información. El pensamiento es inductivo. - Se prefiere una orientación individual para el aprendizaje y resolución de problemas. - La velocidad es valorada, la eficiencia en el aprendizaje es importante.                                                          |

### Apreciación del tiempo[9]
En su libro de 1959, The Silent Language,  Edward T. Hall presenta dos categorías para apreciar el tiempo según la cultura. Estas pueden ser de manera policrónica y monocrónica. 
- Tiempo policrónico: Se basa en la realización de varias actividades al mismo tiempo. Existe flexibilidad gracias a la predominancia de la interacción entre personas sobre el cumplimiento de actividades. Esta concepción del tiempo predomina en culturas colectivistas, donde existe una cultura de prórroga e irrespeto a los plazos fijos.
- Tiempo monocrónico: Se basa en hacer una actividad a la vez. Planificar toda actividad con antelación para evitar el desperdicio del tiempo, pues este es irrecuperable. Esta concepción del tiempo predomina en culturas individualistas, donde cada persona responde por sus actividades en plazos establecidos e inamovibles.

En su libro The Dance of Life: The other Dimension of Time (1983), Edward Hall insiste sobre esta dimensión de la cultura:
La relación con respecto al tiempo y la conexión con el mismo forman, junto con la elaboración de la información, otros importantes elementos que definen a las culturas y donde estás dejan reconocer sus diferencias. Se distinguen, por un lado, las tendenciales culturas monocrónicas, dentro de las cuales es usual realizar (aún con mayor verosimilitud de la que será aceptada normalmente) fases del trabajo individuales de forma consecutiva.
Según Edward Hall, para la cultura occidental las relaciones sociales y de negocios son dominantes en su día a día. No obstante, existen dificultades para diferenciar el tiempo que se brinda a cada uno de estos aspectos, motivo por el cual existe la costumbre de llevar un calendario especificando las tareas a realizar en un tiempo determinado. Mediante esta herramienta, se facilita la priorización de actividades y se controla el tiempo en el que se debe desarrollar cada actividad. Si bien una persona que lleva su tiempo organizado aparenta ser más exitosa y predecible, también refleja que las personas en Occidente necesitan tener todo bajo control y no lo pueden hacer sin ordenar jerárquicamente sus actividades con un calendario.
Mientras que, por el otro lado, en culturas policrónicas es válido y más usual el cumplimiento de varios puntos, uno junto al otro o en grupo. El itinerario es visto como un “puede ser”, pero no como un “debe ser”. Es más flexible y se posiciona la prioridad según la relación personal; sin embargo, la realización de una tarea está subordinada cuando existe un enfrentamiento entre las partes.

### Velocidad de la información
En el año 1990, Hall publica sus trabajos de investigación sobre esta dimensión de la cultura.
Esta dimensión pone de manifiesto que, según la cultura en la que se encuentra, serán preferidos diferentes tipos de información procesable. Esta puede ser encontrada entre los titulares de periódicos de determinada cultura. En culturas con una velocidad de información mayormente elevada, la conceptualización de rápido y procesable está totalmente dominada, es por eso que se usan titulares con menor valor informativo y, por lo tanto, más cortos. Por el contrario, en culturas con una velocidad de procesamiento de información menor se encuentran titulares con mayor valor informativo y, por lo tanto, más largos.

## Aporte teórico
La teoría de Hall distingue tres niveles al momento de experimentar una cultura. El primer nivel es el formal, que hace referencia al carácter explícito, lo visible, como las diferencias entre “ellos” y “nosotros”. En este nivel se encuentran los artefactos culturales, así como los símbolos verbales y no verbales. El segundo nivel es el informal, y se caracteriza por su carácter implícito. En este nivel, se encuentran características más profundas, que provienen generalmente de la historia de la cultura, y requieren una interpretación filosófica, dado que describe valores, prioridades, significados simbólicos, tradiciones y cosmovisión. También estudia la descripción del tiempo y del espacio, así como los roles de género y las diferencias sociales. El tercer nivel es el conocimiento experimental, el cual se refiere al desarrollo en avances técnicos que ha experimentado la cultura.
Hall teoriza acerca de lo que define como la ‘proxémica’, que analiza la distancia física entre los interlocutores en función del tipo de comunicación y las características culturales del espacio social en el que se desenvuelven, así como la relación de cercanía o lejanía existente entre los interlocutores. Esto es, la percepción y los hábitos sociales que marcan los territorios de la comunicación interpersonal y hacen los resguardos de la privacidad o de la intimidad. Sus estudios acerca de los lenguajes del silencio han sido considerados como precursores de los modernos estudios de neurolingüística. (Baba, 1995) Otra de las facetas del trabajo de Hall está relacionada con la comunicación intercultural, a la que presta una especial atención en función de las distancias culturales y lingüísticas, con diversos trabajos de campo en espacio fronterizos de fuerte contraste cultural, como el caso de Estados Unidos con México.
En el ámbito académico, se han podido distinguir cuatro fuentes que influenciaron su trabajo. La primera es la antropología cultural, la segunda la lingüística, la tercera la etiología y finalmente la teoría psicoanalítica freudiana. (Rogers et al., 2002)  El antropólogo estadounidense Edward T. Hall señala que muchos aspectos del comportamiento humano son inconscientes. “Tarea ardua la que nos hemos propuesto, ya que serán precisamente estos aspectos inconscientes los que nos causarán especial desazón en la comunicación intercultural, a este tipo pertenecen malentendidos típicos como son, por ejemplo, aquellos implícitos en los hábitos de alimentarse y en otras normas de comportamiento social.” El hecho de conocer los códigos de comportamiento y de aplicarlos es lo que define la pertenencia de un individuo a un grupo determinado. Cuando no se cumplen estas normas, es difícil determinar si el hecho de no hacerlo se debe a una actitud voluntaria o a un desconocimiento de las mismas. En cualquier caso, el individuo que quebranta las normas del grupo en el que se halla, señala a los demás que no pertenece al mismo o que no se siente identificado con él. Para el ya mencionado antropólogo estadounidense Edward T. Hall (Hall, 1992: 211) «somos cultura» y «nada en nuestra vida está exento de influencias culturales». La concepción del tiempo y el uso que una sociedad hace del mismo son para él aspectos culturales. Edward T. Hall, en su consideración de cómo una sociedad utiliza y concibe el tiempo, distingue entre monocronismo y policronismo. Según él, unas culturas tienden más hacia una consideración del tiempo y otras hacia la otra.
En efecto, el monocronismo se observan las siguientes características: El tiempo es material y lineal, eso quiere decir que se puede perder tiempo u organizar el tiempo. El tiempo es material. Se tiene una orientación hacia el futuro, hacia el cambio, aunque de forma limitada, únicamente hacia un futuro próximo, previsible.
En lo que concierne al policronismo, se pueden apreciar las siguientes características: Que el tiempo es algo inmaterial. El tiempo es circular porque se reparte. En efecto, en esta definición se deduce que varias cosas se hacen al mismo tiempo. (Mariarosa Pellicer Palacín, 2014).

## Influencia
El trabajo de Hall fue tan innovador que creó una multitud de otras áreas para la investigación, menciona Nina Brown. Uno de los temas más solicitados de la antropología es una idea que fue introducida por primera vez por Edward Hall: Antropología del espacio. Brown continúa mencionando que la Antropología del Espacio esencialmente abrió la puerta a docenas de nuevos temas. Además de influir en la Antropología del Espacio, la investigación de Hall tuvo una influencia sustancial en el desarrollo de la comunicación intercultural como tema de investigación. Desde al menos 1990, ha sido reconocido frecuentemente por su papel en la introducción de aspectos no verbales de la comunicación, específicamente proxémicos, el estudio de los usos sociales del espacio, la investigación de la comunicación entre miembros de diferentes culturas. Por ejemplo, Robert Shuter, un conocido investigador de comunicación intercultural, comentó: "La investigación de Edward Hall refleja el régimen y la pasión de un antropólogo: una profunda consideración por la cultura explorada principalmente por métodos descriptivos y cualitativos ... El desafío para la comunicación intercultural ... es desarrollar una dirección de investigación y una agenda de enseñanza que devuelva a la cultura a la preeminencia y refleje las raíces del campo como se representa en las primeras investigaciones de Edward Hall ".
Lo que fue particularmente innovador sobre los primeros trabajos de Hall es que en lugar de centrarse en una sola cultura a la vez, o una comparación intercultural, como era típico en la antropología de 1950, respondió a las necesidades de sus alumnos en el Instituto de Servicio Exterior del Departamento. de Estado para ayudarlos a comprender las interacciones entre miembros de diferentes culturas. Hall señala que el único entorno en el que se encuentra el diálogo en el aula es simplemente en el aula, por lo que no les sirvió mucho a los estudiantes cuando estaban en el país de su interés. Al mismo tiempo, y en respuesta a los mismos estudiantes, redujo su enfoque de una cultura completa, como era estándar en la antropología, a momentos más pequeños de interacción. Los colegas que trabajaron con él en el FSI en ese momento incluían a Henry Lee Smith, George L. Trager, Charles F. Hockett y Ray Birdwhistell. Entre ellos, utilizaron la lingüística descriptiva como modelo no solo para la proxemica, sino también para la kinésica y el paralenguaje.

### La antropología del espacio
T. Hall parte de que la cultura sienta las bases fisiológicas compartidas por todos los seres humanos, ya que esta les otorga estructura y significado. En el modelo organizativo de la antropología del espacio, el científico define y compara modelos culturales A, B, C, D. Modelo A: la infraestructural está constituida por comportamientos y se arraiga en el pasado biológico del hombre. Modelo B: el pre cultural, es fisiológico y se halla en gran medida en el presente. Modelo C: el nivel microcultural, es aquel en que se hace la mayor parte de las observaciones proxémicas. En cuanto a la manifestación de la micro-cultura, la proxémica tiene aspectos fijos, semifijos e informales.
La traducción adecuada de un nivel a otro es bastante compleja, ya que el científico debe tratar de realizarla de tiempo en tiempo, aunque solo sea para tomar perspectiva. Sin sistemas de pensamiento que liguen entre sí a estos niveles, el hombre puede desarrollar una especie de aislamiento esquizoide muy peligroso. Por ejemplo, si el hombre civilizado continúa ignorando los datos obtenidos sobre el nivel infracultural acerca de las consecuencias de la superpoblación, corre el riesgo de desarrollar el equivalente del behavioral sink, desde luego, si no lo ha hecho ya. La experiencia del venado de James Island recuerda marcados a la Muerte Negra que mató a dos tercios de la población europea a mediados del siglo XV.  Aunque esta gran mortandad de seres humanos se debió directamente a la Bacilia pestis, es indudable que el efecto fue exacerbado por la disminución de resistencias debida a la vida de notable hacinamiento que se llevaba en las poblaciones y ciudades medievales.

## Proxémica

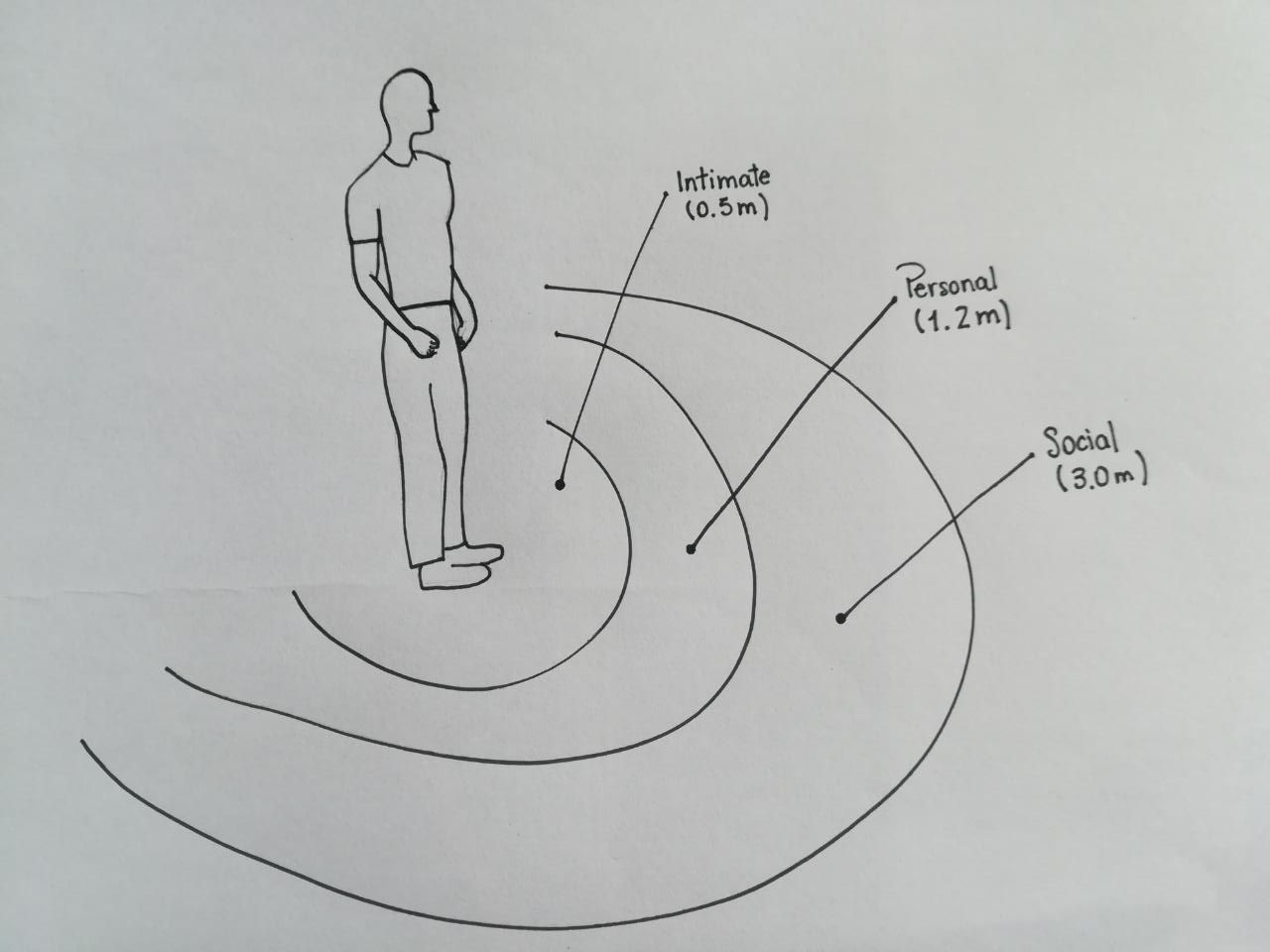
Proxémica por Edward T. Hall.

En la proxémica se trata con fenómenos semejantes al tono de voz, o aún acentuar y el diapasón en la lengua inglesa. Siendo incorporados a la lengua, estos son difíciles de manipular para quien lo dice. El antropólogo cultural que acuñó el término en 1963, definió a la proxémica como " las observaciones interrelacionadas y las teorías de empleo de gente de espacio como una elaboración especializada de cultura. Su trabajo fundamental sobre la proxémica, la Dimensión Oculta, acentúa el impacto del comportamiento de la proxémica (el empleo de espacio) sobre la comunicación interpersonal. Según Hall, el estudio de la proxémica es valioso en la evaluación no solo en el modo en que la gente actúa recíprocamente con otros en la vida diaria, sino también la organización de espacio en sus casas y edificios, y en última instancia la disposición de sus ciudades ". La proxémica deja un componente oculto de comunicación interpersonal que es descubierto por la observación y bajo la fuerte influencia de la cultura.
Cualquier cultura produce una serie simultánea de comportamiento decorado sobre varios niveles diferentes de conciencia, es por lo tanto importante especificar cuáles niveles de conciencia se describen. La dimensión oculta es mantenida en gran parte de la conciencia consciente y así tienen que ser investigadas sin el recurso al sondeo de la consciencia las mentes de los que a alguien sujetan. El interrogatorio directo cederá pocos si cualquiera de las variables significativas, como el parentesco y el tipo de casa.
La ausencia misma de la distorsión consciente es uno de los motivos principales para investigar el comportamiento sobre este nivel, para cualquier paso tomado para eliminar la manipulación consciente de las fachadas y ser presentado al mundo como deseable.
La investigación en la proxémica ha sido restringida al comportamiento culturalmente específico y esto no abarca otro ambiental o variables de personalidad, como el nivel ruidoso, la temperatura, y variables de personalidad, todo lo cual es importante. Hall dice que a pesar de existir culturas complejas existen sistemas culturales son tan organizados que su contenido puede ser aprendido y controlado por todos los miembros normales del grupo. Algo que puede ser aprendido tiene la estructura y en última instancia puede ser analizado y descrito.

## Otros libros
- Libros de Edward Hall en la Pontificia Universidad Católica del Ecuador. "The Silent Language" (1959) y "La Dimensión Oculta" (1966).The Hidden Dimension (1966)

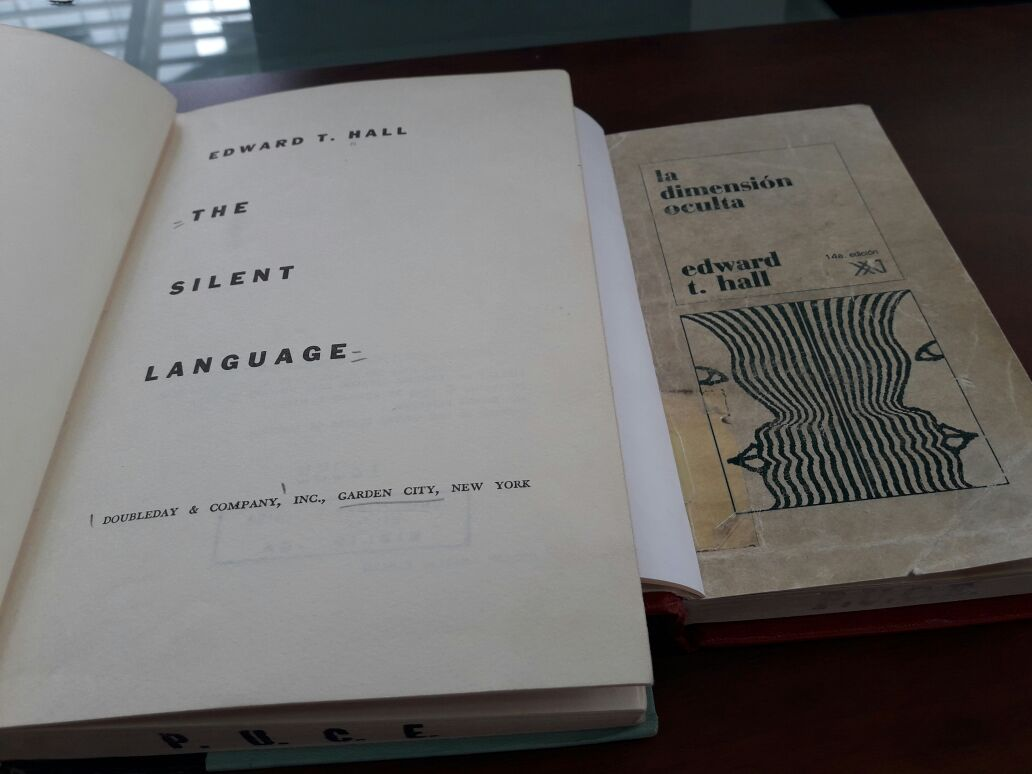
Libros de Edward Hall en la Pontificia Universidad Católica del Ecuador. "The Silent Language" (1959) y "La Dimensión Oculta" (1966).

- The Fourth Dimension In Architecture: The Impact of Building on Behavior (1975, coautor con Mildred Reed Hall)
- The Dance of Life: The Other Dimension of Time. 1983
- Handbook for Proxemic Research. 124 pp. 1974
- Hidden Differences: Doing Business with the Japanese. 192 pp. ISBN 0385238843 1990
- An Anthropology of Everyday Life:  An Autobiography. 1992, Doubleday, New York
- Understanding Cultural Differences - Germans, French and Americans. 1993, Yarmouth, Maine
- West of the Thirties. Discoveries Among the Navajo and Hopi. 1994, Doubleday, New York
- The Silent Language. 1959